# Малые Загорцы
Ма́лые Заго́рцы (укр. Малі Загірці) — село в Таракановской сельской общине Дубенского района Ровненской области Украины.
Население по переписи 2001 года составляло 43 человека.
Расположено в 6,3 км к западу от райцентра Дубно. Ближайший населённый пункт — село Великие Загорцы. В 2,5 км к юго-востоку находится ж/д станция Подлужье.